# 让泽
让泽（法語：Janzé，法語發音：[ʒɑ̃ze]），法国西北部城市，布列塔尼大区伊勒-维莱讷省的一个市镇，隶属于富热尔-维特雷区，其市镇面积为41.26平方公里，2022年1月1日时人口数量为8,618人，在法国城市中排名第1,260位。
让泽位于伊勒-维莱讷省东南部，是一个区域性的中心城市，境内有多处巨石阵。现代让泽则因当地的家禽养殖而闻名。

## 地名来源

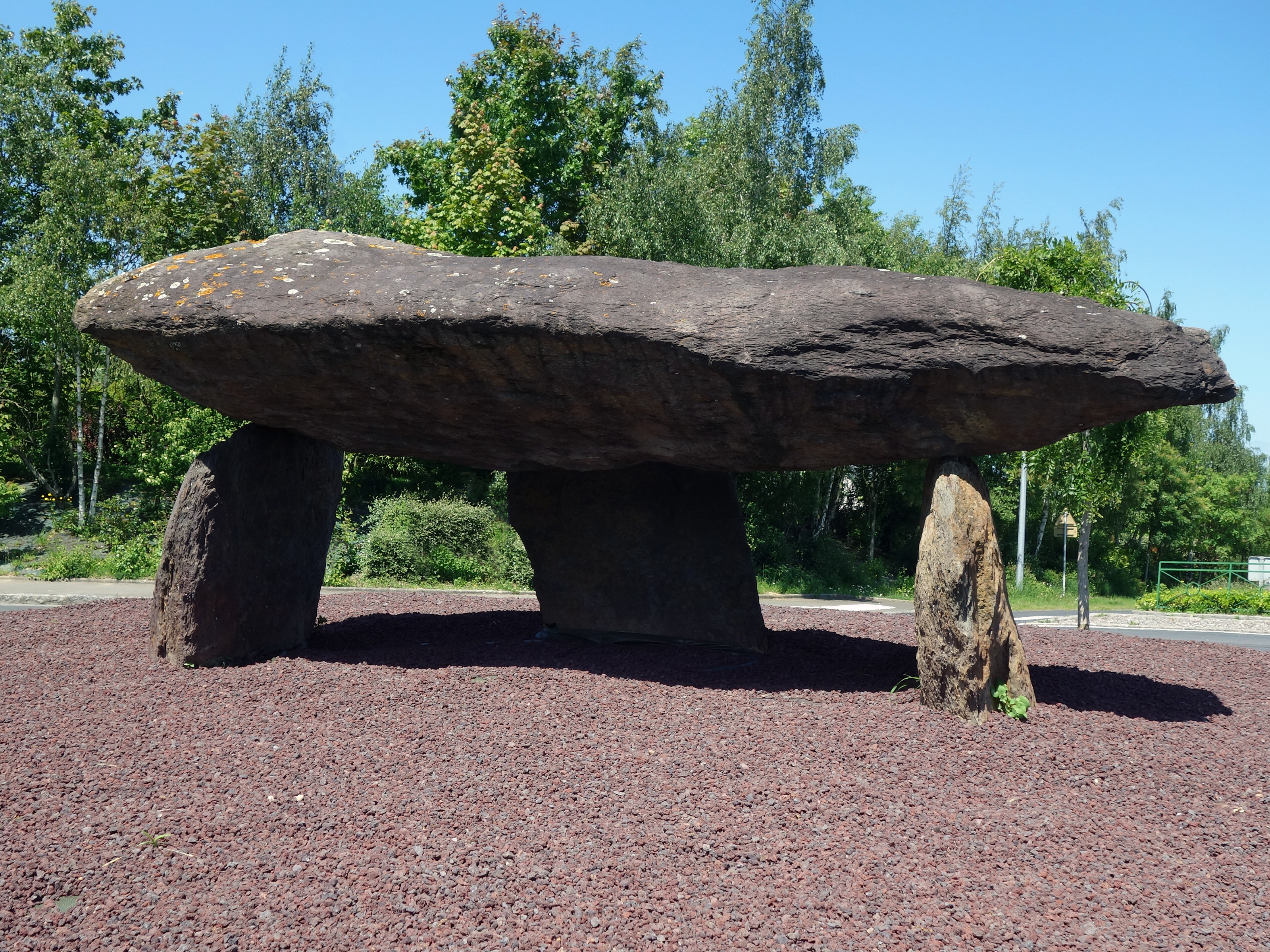
让泽境内的布永巨石阵

“让泽”最初以的形式被记载。

## 历史
让泽境内有多处巨石阵分布，其来源尚未得到证实。中世纪时，让泽长期为一处普通城镇，分属两个修道院。法国大革命后，让泽成为伊勒-维莱讷省的一个市镇，因农产品加工而得到发展。工业革命期间，连接雷恩和沙托布里扬的铁路由此通过，二战时期，纳粹德军曾占领此地。

## 地理

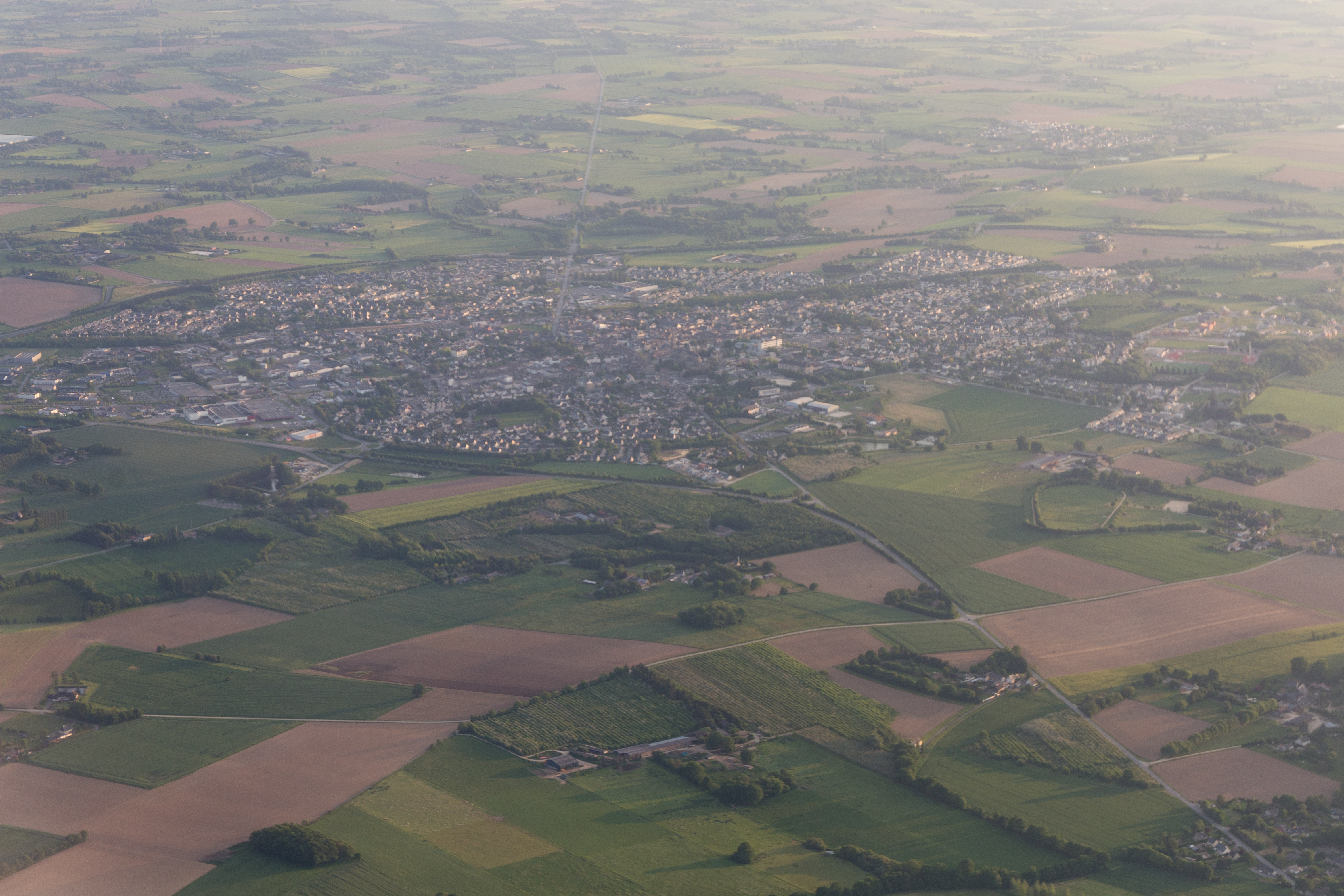
远眺让泽

让泽位于法国西北部，布列塔尼大区东部偏南和伊勒-维莱讷省东南部，距离省会雷恩大约25公里。与让泽接壤的市镇包括：阿芒利斯、布里、科尔尼、拉库耶尔、埃塞、圣科隆布、索尔尼耶尔、布列塔尼地区勒泰伊、特雷伯夫、皮雷-尚塞。

### 地形
让泽位于阿摩里卡丘陵腹地，境内以浅丘为主，海拔在31到117米之间。

### 水文
塞什河自东南向西北流经让泽市区东北部，此外境内有多处水塘。

### 植被
让泽属于温带落叶林区，市区北部的利夫公园（parc de l'Yve）是当地主要的城市绿地。

### 气候
让泽在柯本气候分类法中属于温带海洋性气候。

## 行政区划
让泽是法国布列塔尼大区伊勒-维莱讷省的一个市镇，编号为35136。让泽下辖富热尔-维特雷区，隶属于伊勒-维莱讷省第五选区，管理让泽县，同时也是仙女岩市镇公共社区的组成部分。
法国国家统计与经济研究所（简称）在进行数据统计时，将让泽划入雷恩城市区。同时，还将让泽市镇分为了2个“块区”（IRIS），以便于统计人口分布情况。

## 交通

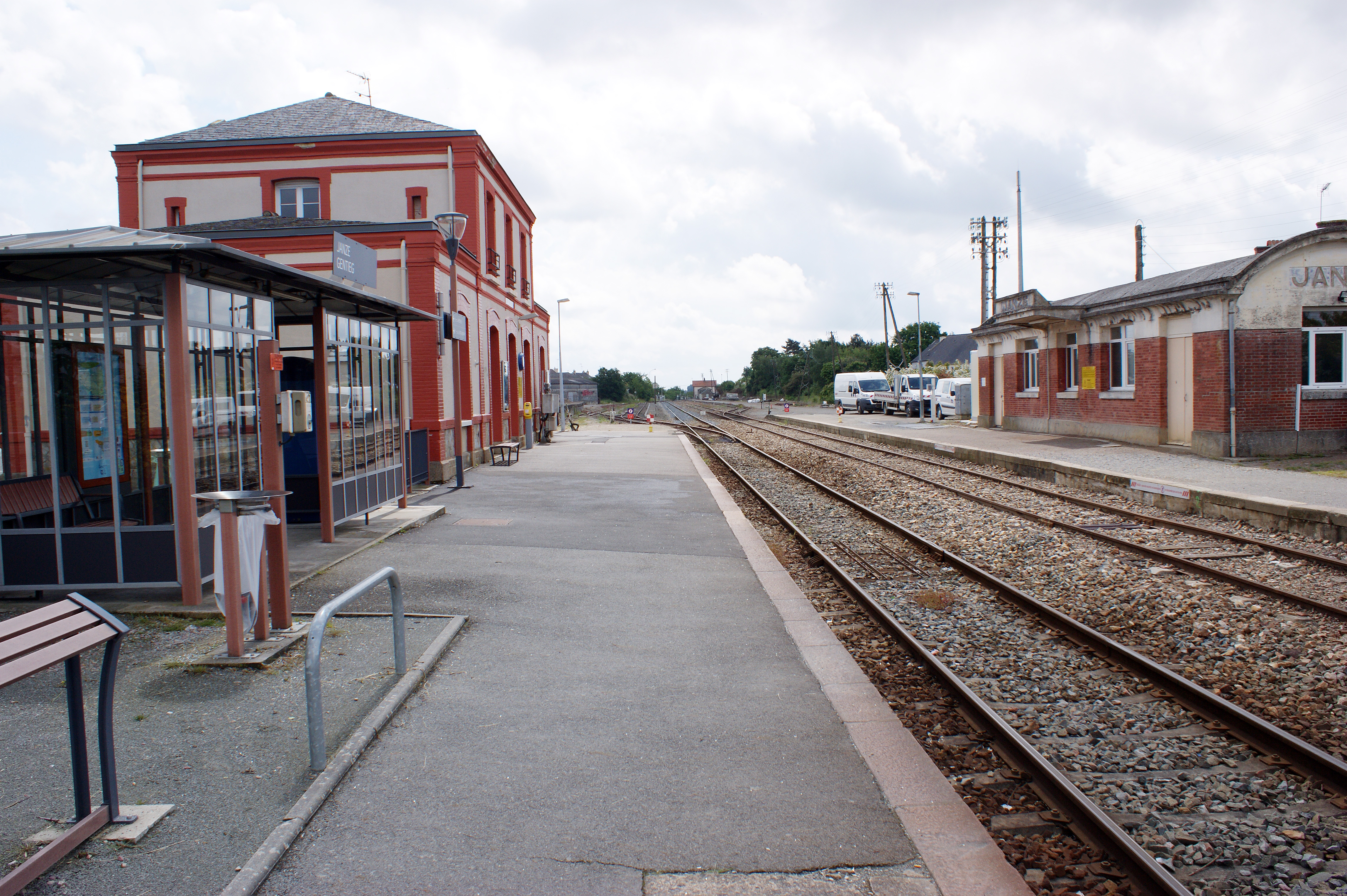
让泽火车站

### 公路
多条伊勒-维莱讷省省道在让泽境内交汇，布列塔尼大区下属的城际客运提供巴士线路，可前往雷恩、沙托布里扬等地。
2017年，82.7%的让泽家庭拥有至少一辆的私人汽车。2018年，让泽境内共发生各类交通事故4起，造成8人受伤。

### 铁路
让泽位于沙托布里扬－雷恩铁路上。让泽站位于市区中部，停靠往返于雷恩和勒捷一线的区域列车。

### 航空
距离让泽最近的民用航空站为雷恩机场，距离让泽市中心的公路里程约27公里。

### 城市公共交通
让泽境内暂无城市公共交通系统。

## 政治

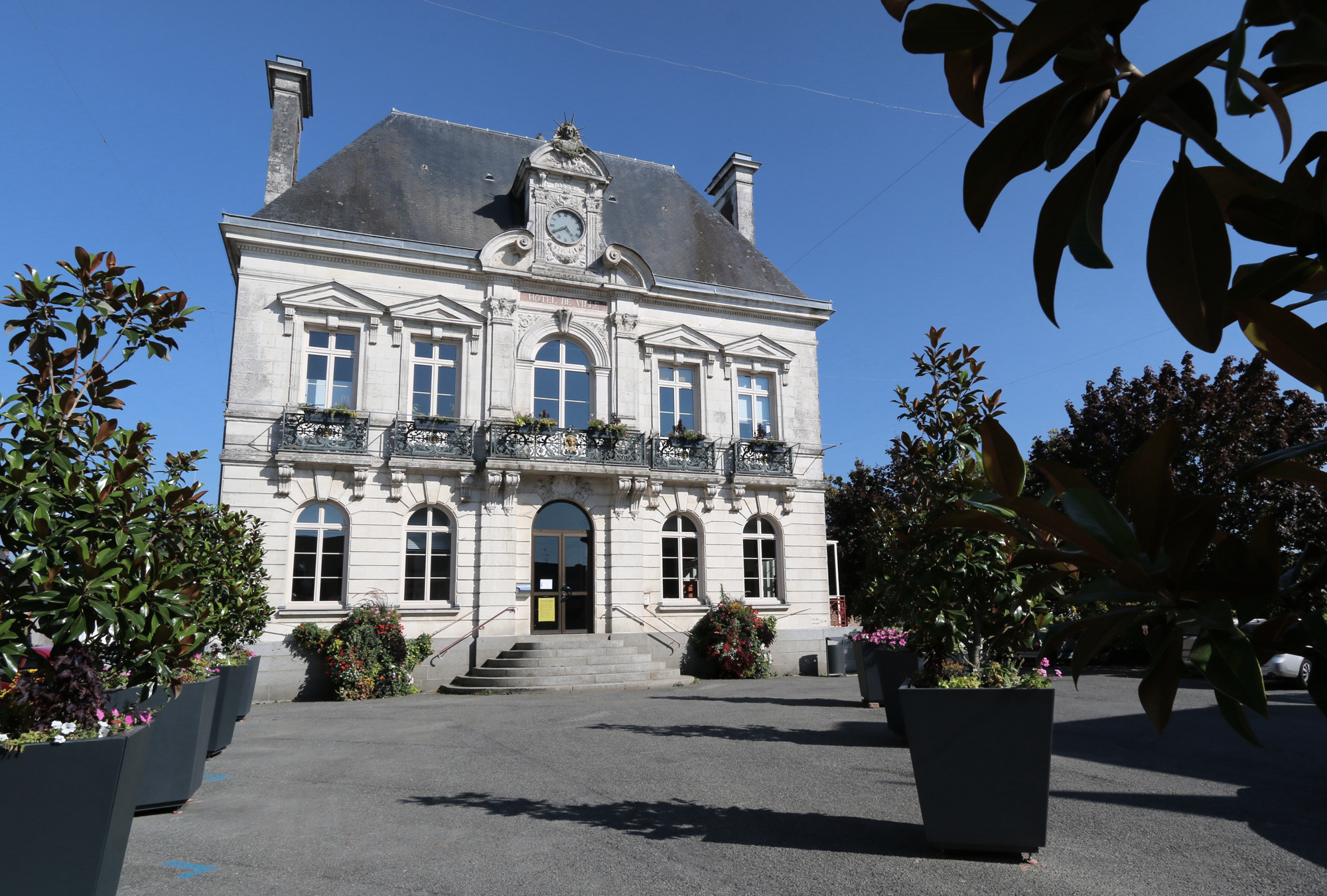
让泽市政厅

让泽的现任市长为于贝尔·巴黎先生（Hubert Paris），他是一名左翼无党派人士，在2020年的市政选举中获得了52.01%的支持率。
在2017年的法国总统大选中，法国第25任总统埃马纽埃尔·马克龙在让泽获得了73.61%的支持率。

## 人口
2017年，让泽市镇人口数量为8,279，在法国排名第1,260位。其中男性3,977人，女性4,302人，75岁及以上人口占9.1%，外籍人口数量为1,558人，人口密度为201人/平方公里，当地居民被称为（男性）或（女性）。2018年，让泽境内出生72人，死亡人口74人。
| 年份   | 1936  | 1946  | 1954  | 1962  | 1968  | 1975  | 1982  | 1990  | 1999  | 2006  | 2011  | 2016  | 2018  |
| ------ | ----- | ----- | ----- | ----- | ----- | ----- | ----- | ----- | ----- | ----- | ----- | ----- | ----- |
| 人口數 | 4,102 | 4,281 | 4,222 | 3,948 | 4,158 | 4,248 | 4,327 | 4,500 | 5,364 | 7,571 | 8,170 | 8,287 | 8,329 |

## 经济
让泽是一个区域性的中心城市，当地共有各类用人单位898家，平均历史为16年，其中97.72%为中小型企业（PME）。（零售）、（农产品销售）及（汽车销售）是当地2019年营业额最高的三个企业，分别为43,265,787欧元、35,927,585欧元和11,231,007欧元。

## 财政收入
2019年，让泽的财政收入总额为7,300,520欧元，财政支出总额为5,693,840欧元，当年的债务总额为5,051,050欧元。
2015年，让泽的人均月收入总额为2,298欧元，其中高级职员为3,834欧元，中级职员为2,514欧元，普通职员为1,868欧元。
2017年，让泽境内的青壮年（15至64岁）失业率为8.9%，当地54.4%的家庭拥有纳税资格。

## 社会事务

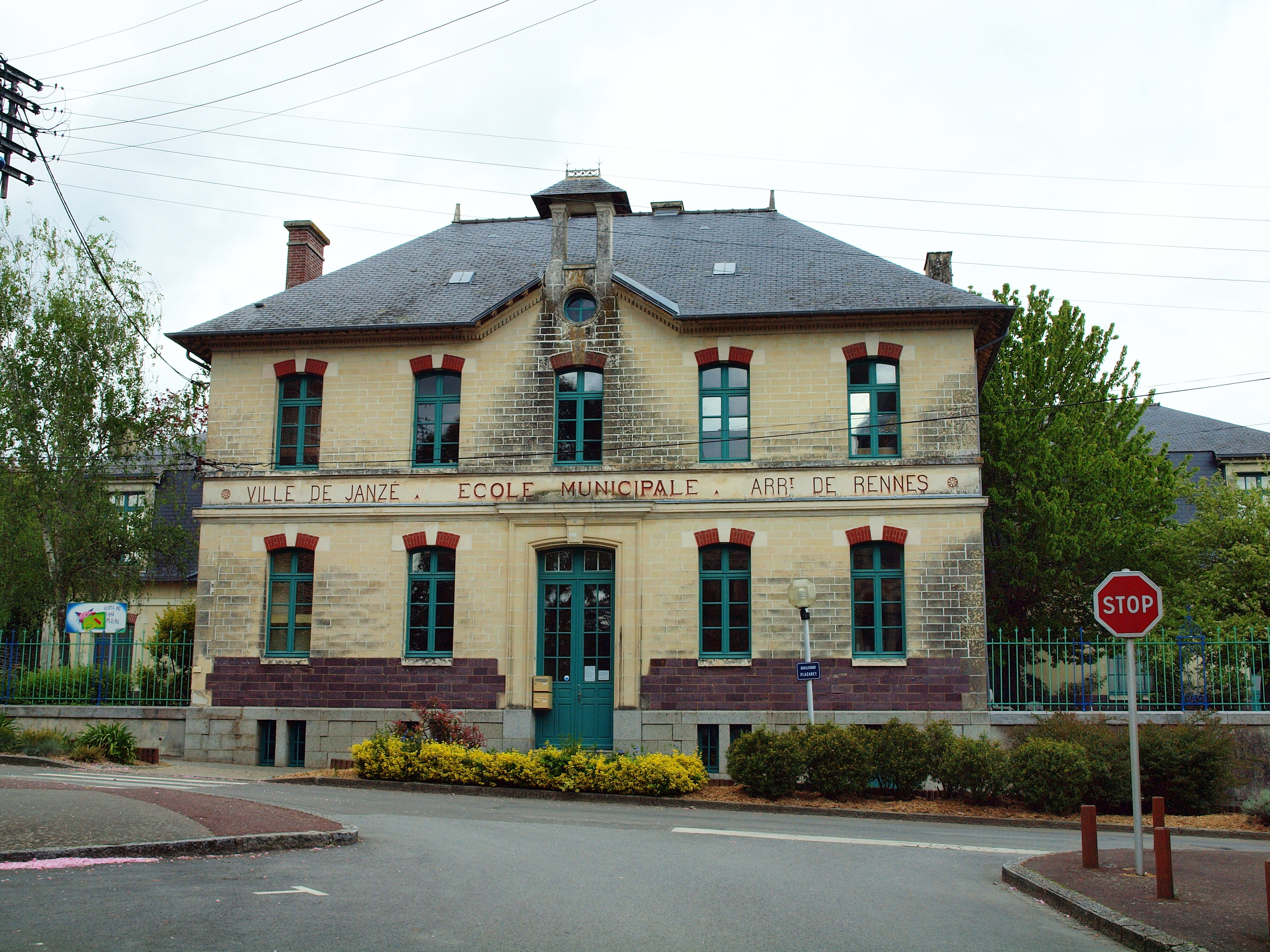
让泽市中心的勒沙佩尔谢小学

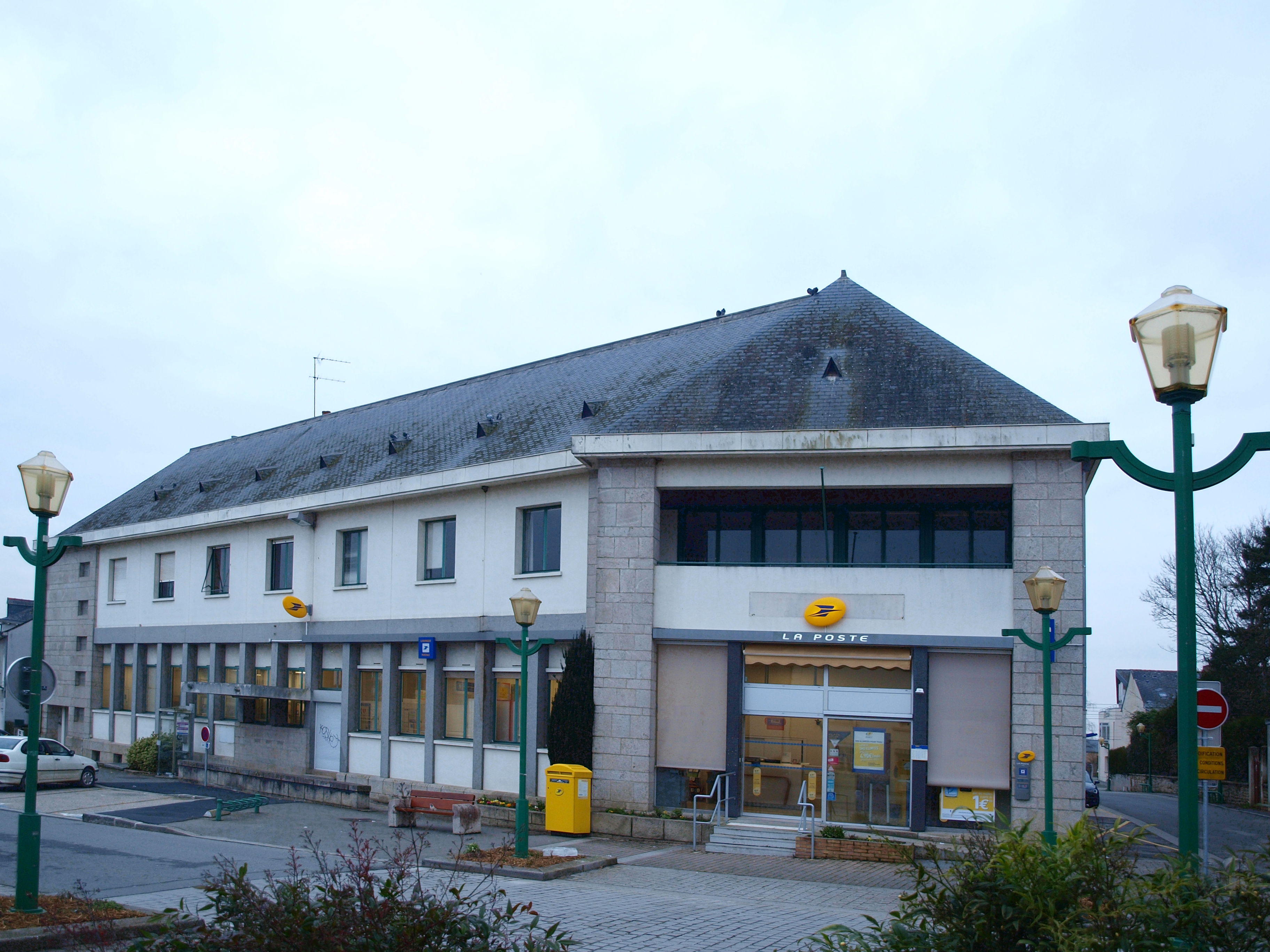
让泽邮政局

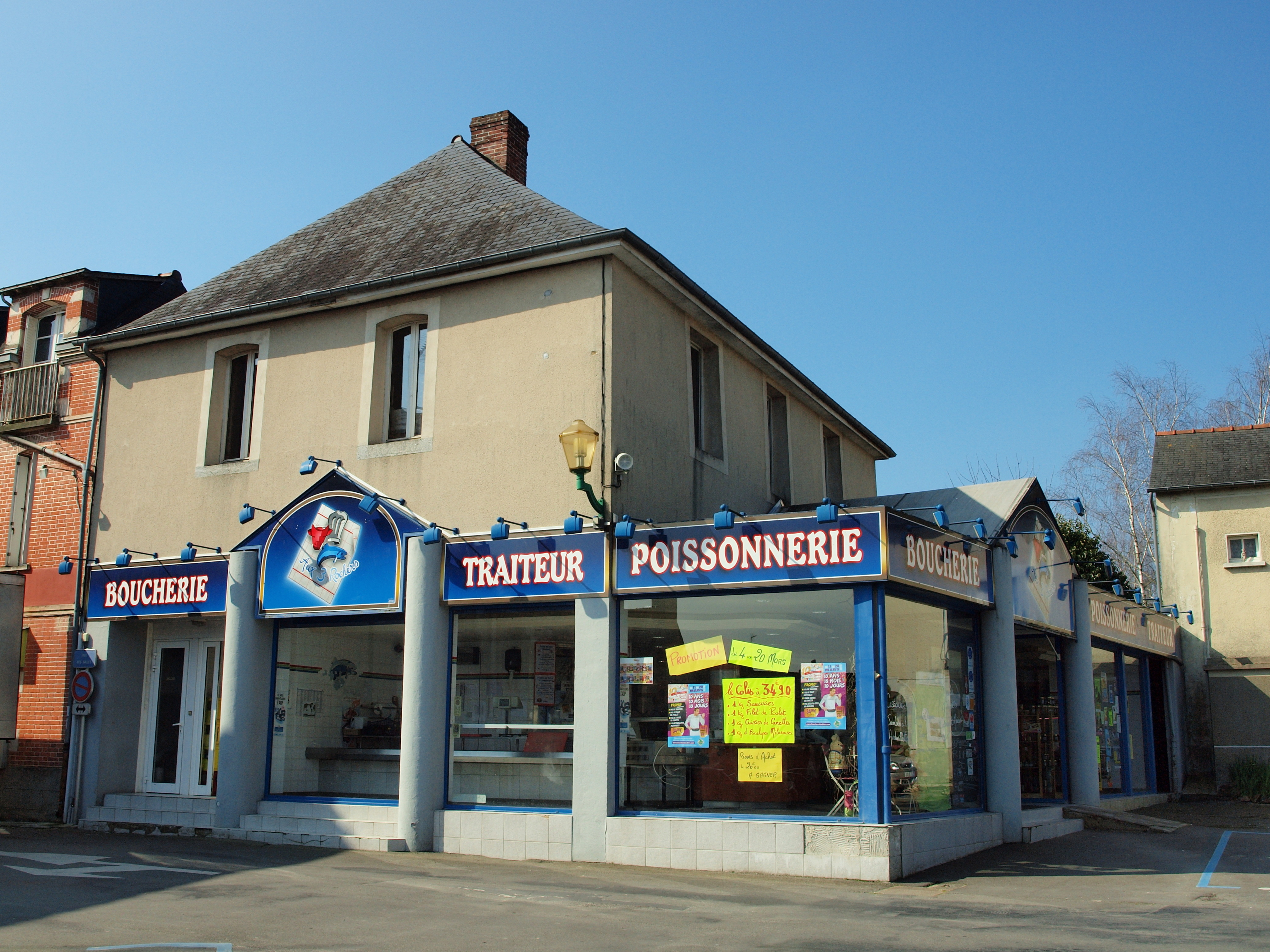
让泽市中心的一处商场

### 教育
让泽属于雷恩学区。截止2019年1月1日，让泽境内共有1所幼儿园、2所小学、2所初级中学和1所农业高中。2018至2019学年度，让泽境内共有在校中等教育阶段学生1,187名。

### 医疗
截止2019年1月1日，让泽境内共有全科医生14名、保健师10名、牙医7名、护士7名和助产士2名。境内共有药房3家和养老院1家。
让泽中心医院（Centre Hospitalier de Janzé）是法国的一个区域性医疗机构，其主病区仙女岩中心医院（Centre Hospitalier de la Roche aux Fées）位于让泽市区，设有床位248个，是当地规模最大的公立综合性医院。

### 住房
2017年，让泽境内共有各类住房3,721套，其中72.9%为独立式居民区，26.9%为集中式居民区。常住房屋占让泽市镇范围内居民建筑总量的91.1%。

### 商业
2019年，让泽境内共有各类实体商铺186家，其中餐厅21家、大型超市4家、杂货店0家、面包房8家、肉铺4家、书店2家、装饰品店0家、银行门店5家、美容美发店11家、汽车维修店20家。市区东南部建有大型开放式商业街区。

### 体育
2019年，让泽境内共有2家游泳池、1间体育馆、1座综合体育场、2处网球场、2处足球或橄榄球场以及1处篮球或排球场。
让泽体育联盟（US Janzé）是当地的一支足球队，2020至2021赛季参加布列塔尼大区足球联赛。

### 环境
让泽的环境事务由其所属的公共社区负责。2019年，让泽境内暂无污染企业。

### 治安
2019年，让泽市镇范围内有1处宪兵队。
2014年，让泽及附近地区共发生各类案件4,748起，其中盗窃类案件3,236起，经济类案件540起，毒品交易类案件127起。

## 文化
2019年，让泽境内有1家电影院。让泽市政府提供多媒体中心，向公众全年开放。

### 建筑
让泽境内有多处法国国家文物保护单位，其中让泽圣马丁大教堂、仙女巨石阵等为当地的代表性建筑物。

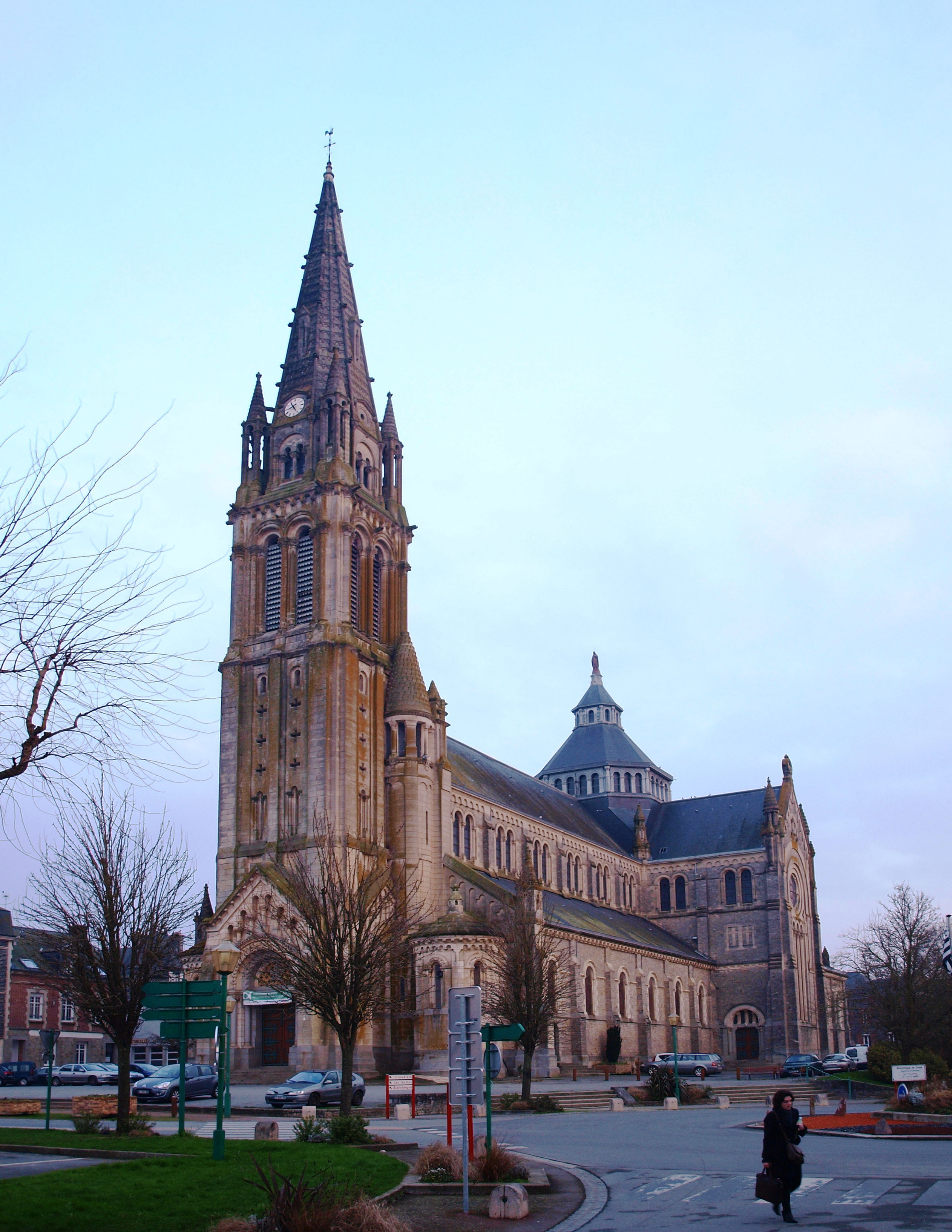
圣马丁大教堂（法语：Église Saint-Martin de Janzé）
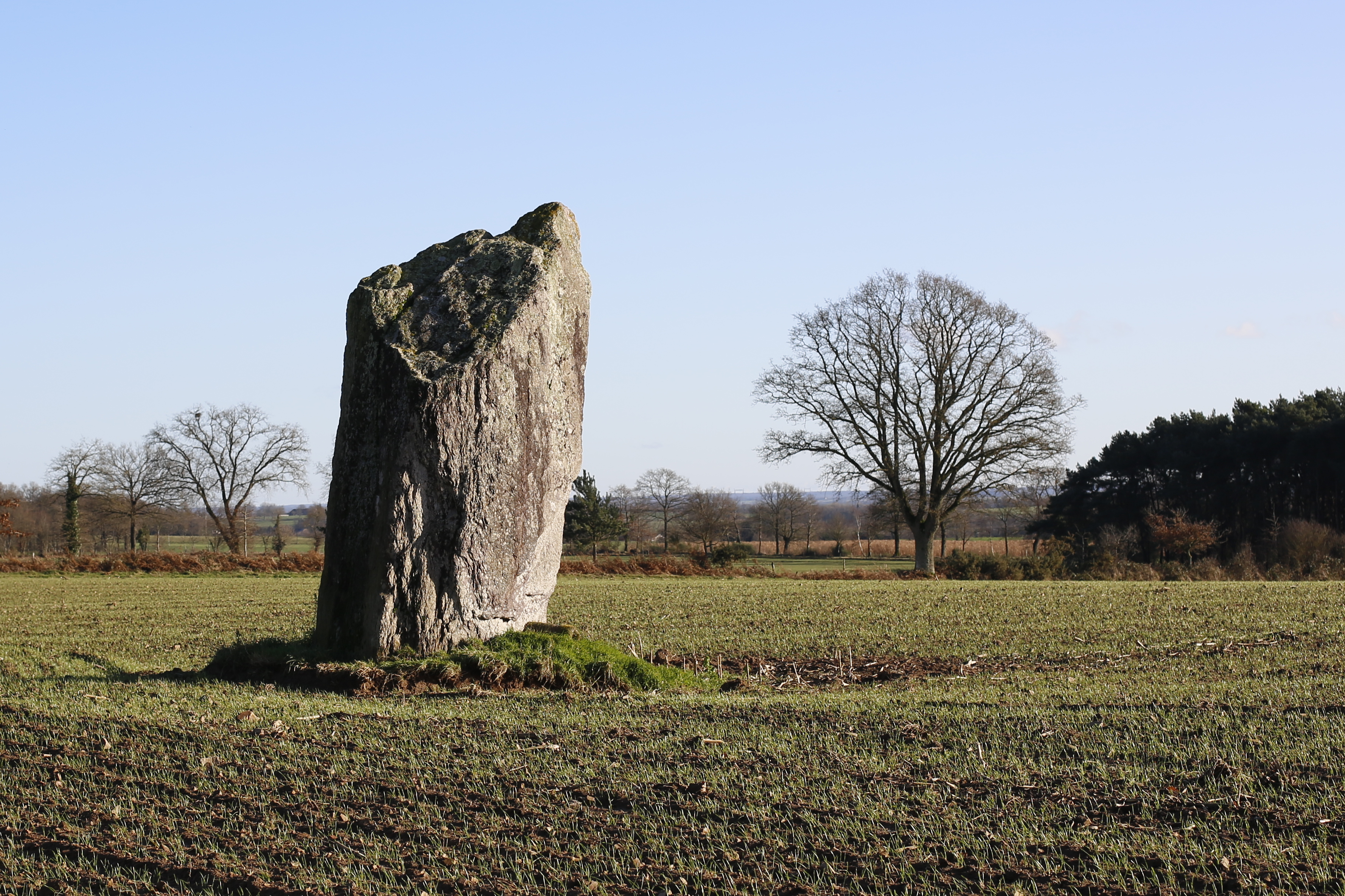
仙女巨石阵（法语：Pierre des Fées (Janzé)）
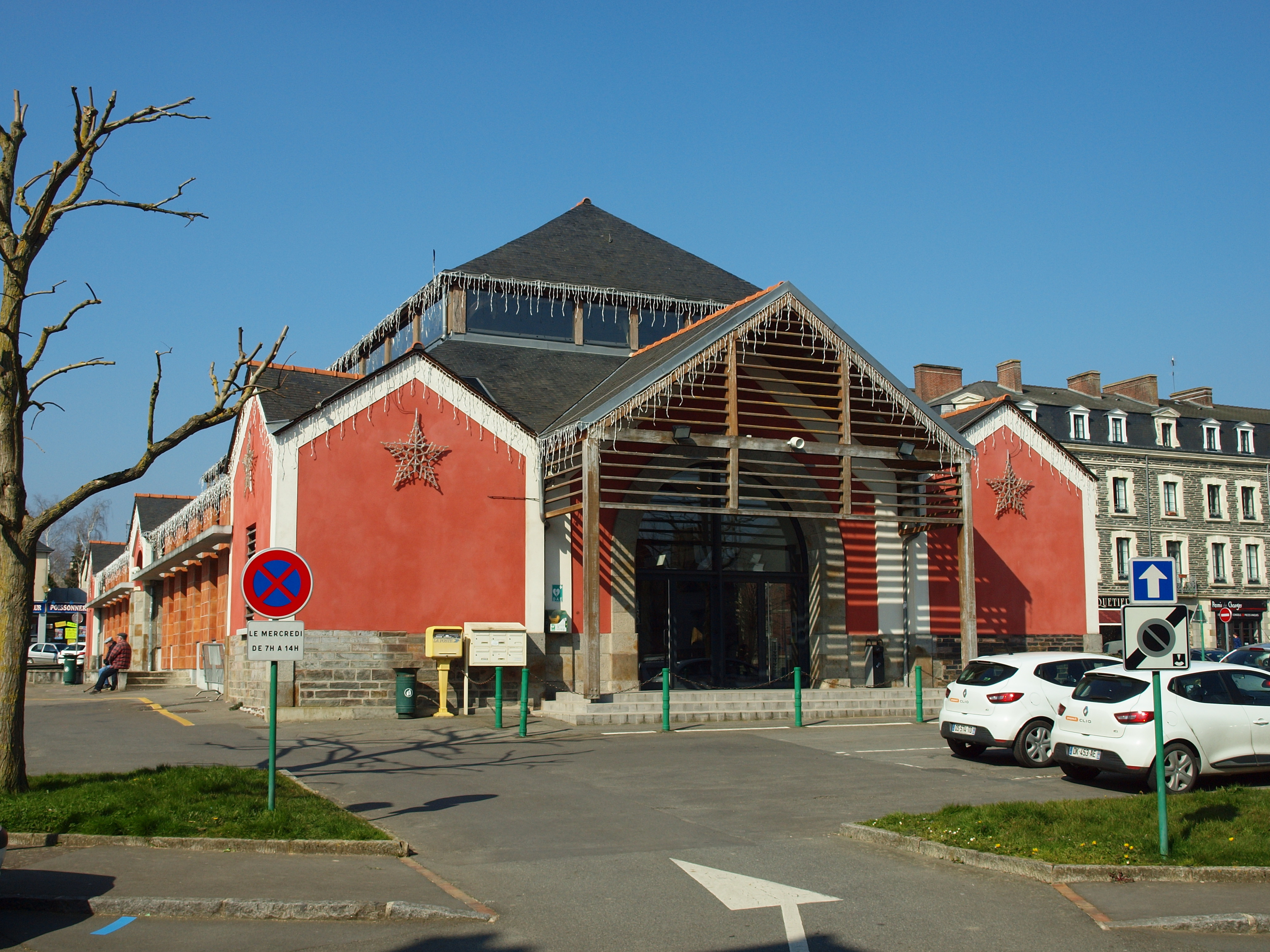
集市
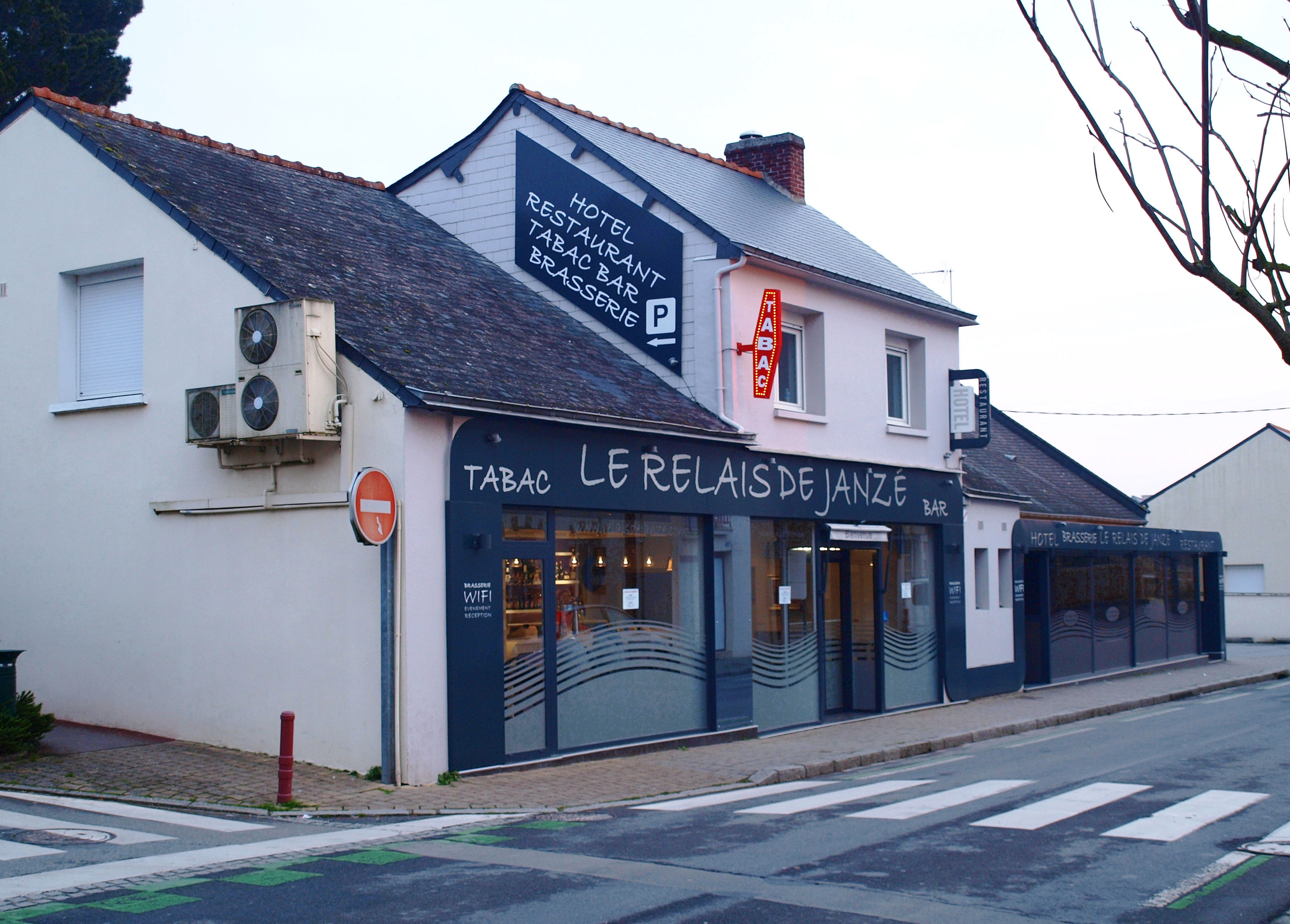
市中心的一处餐厅
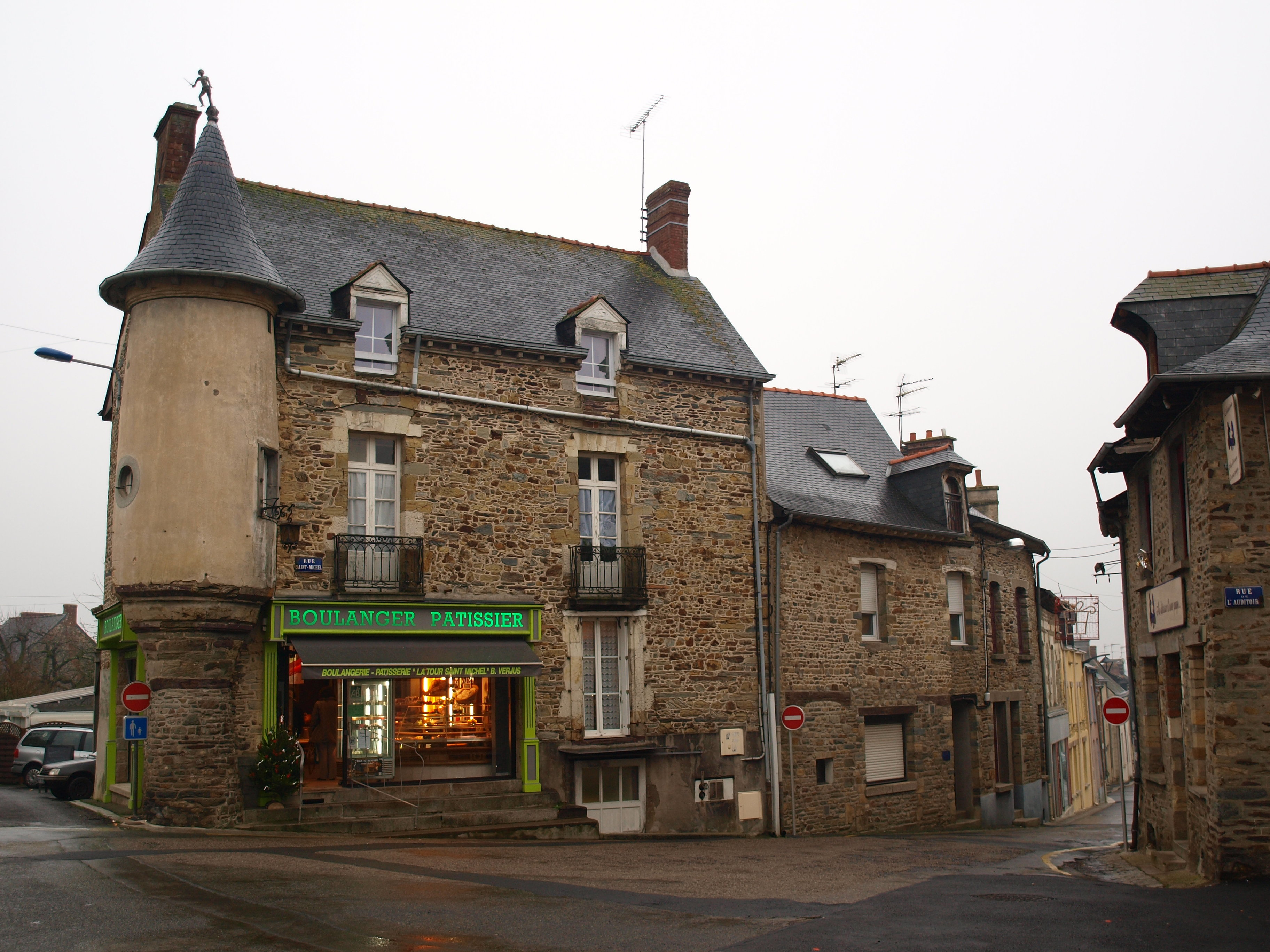
市中心传统民居

### 旅游
让泽的旅游事务由其所属的公共社区负责。2020年，让泽境内共有1家宾馆共计18间房间。

### 媒体
法国主要的媒体均可在让泽接收，法国电视三台下属的布列塔尼大区频道在部分时段播出让泽所属区域的地方新闻。

## 友好城市
截至2021年1月，让泽暂未建立任何友好城市关系。